# Фарафоновское сельское поселение
Фарафоновское се́льское поселе́ние — упразднённое муниципальное образование в составе бывшего Кашинского района Тверской области.
На территории поселения находятся 45 населенных пунктов. Административный центр — деревня Фарафоновка.
Образовано в 2005 году, включило в себя территории Введенского и Фарафоновского сельских округов. С 2018 года упразднено и стало частью единого Кашинского городского округа.

## Географические данные
- Общая площадь: 207 км²
- Нахождение: восточная часть Кашинского района.
  - Граничит:
    - на севере — с Шепелевским СП,
    - на востоке — с Ярославской областью, Угличский район,
    - на юго-востоке — с Карабузинским СП,
    - на юге — с Калязинским районом,
    - на юго-западе — с Барыковским СП и Письяковским СП,
    - на западе — с городом Кашин и Пестриковским СП.

## Население
По переписи 2002 года — 1460 человек (396 в Введенском и 1064 в Фарафоновском сельском округе), на 01.01.2008 — 1525 человек.

Национальный состав: русские, цыгане.

## Населенные пункты
На территории поселения находятся следующие населённые пункты:
| №  | Тип нп | Название      | Население (2008 год) |
| -- | ------ | ------------- | -------------------- |
| 1  | дер.   | Безгузово     | 67                   |
| 2  | дер.   | Жуково        | 1                    |
| 3  | дер.   | Зеленцыно     | 74                   |
| 4  | дер.   | Игнатово 1-е  | 3                    |
| 5  | дер.   | Игнатово 2-е  | 34                   |
| 6  | дер.   | Киселево      | 0                    |
| 7  | дер.   | Климатино     | 20                   |
| 8  | дер.   | Кривцово      | 0                    |
| 9  | дер.   | Медведево     | 3                    |
| 10 | дер.   | Овсянниково   | 6                    |
| 11 | дер.   | Покровское    | 21                   |
| 12 | дер.   | Постельниково | 25                   |
| 13 | дер.   | Прокофьево    | 0                    |
| 14 | пос.   | Стулово       | 585                  |
| 15 | дер.   | Троицкое      | 14                   |
| 16 | дер.   | Фарафоновка   | 250                  |
| 17 | дер.   | Ченцово       | 10                   |
| 18 | дер.   | Бабеево       | 0                    |
| 19 | дер.   | Борихино      | 66                   |
| 20 | дер.   | Бурцево       | 0                    |
| 21 | дер.   | Васильево     | 0                    |
| 22 | дер.   | Вахромеево    | 0                    |
| 23 | село   | Введенское    | 29                   |
| 24 | дер.   | Вороново      | 1                    |
| 25 | дер.   | Вязовец       | 1                    |
| 26 | дер.   | Вячково       | 30                   |
| 27 | дер.   | Головеньки    | 9                    |
| 28 | дер.   | Дьяконово 1-е | 0                    |
| 29 | дер.   | Дьяконово 2-е | 2                    |
| 30 | дер.   | Крапивино     | 14                   |
| 31 | дер.   | Леушино       | 26                   |
| 32 | дер.   | Маринино      | 105                  |
| 33 | дер.   | Миклюково     | 0                    |
| 34 | дер.   | Никулино      | 41                   |
| 35 | дер.   | Пенье         | 0                    |
| 36 | дер.   | Полукьяново   | 0                    |
| 37 | дер.   | Рагузино      | 0                    |
| 38 | дер.   | Рождествено   | 28                   |
| 39 | дер.   | Савашкино     | 0                    |
| 40 | дер.   | Саково        | 0                    |
| 41 | дер.   | Сипягино      | 18                   |
| 42 | дер.   | Староселье    | 4                    |
| 43 | дер.   | Токорево      | 0                    |
| 44 | дер.   | Усатиково     | 0                    |
| 45 | дер.   | Филипищево    | 38                   |

### Бывшие населенные пункты
На территории поселения исчезли деревни: Атылово, Башмаково, Васенево, Кевниково, Лютово, Ляхово, Медведево, Насадкино, Нижнее Устье, Парфеньево, Плигино, Проскурницино, Степурино, Тураево, Шилово и другие.